# Gradnulica
Gradnulica (sr. Граднулица) do 18. stoljeća selo pokraj Bečkereka, danas jedan od najvećih kvartova Zrenjanina. 

## Povijest
Gradnulica je osnovana tijekom Srednjeg vijeka na obalama Begeja. Većinu stanovništva činili su Srbi. Postoji priča o pravoslavnome manastiru koji se nalazio na mjestu današnje Vavedenske pravoslavne crkve. Ime manastira je bilo Drenovac (sr. Дреновац), i bio je okružen dubokom šumom. Jedan od najpoznatijih svećenika bio je Rafailo Banatski (sr. Рафаило Банатски), misionar iz manastira Hilandar, sa Svete gore. Njegov grob nalazi se u kapeli pokraj crkve, i mjesto je hodočašća mnogih pravoslavnih vjernika. Ovo mjesto, gdje se nalazi Vavedenska crkva, bilo je, i dalje jest povijesno središte Gradnulice.

## Ime
Postoji nekoliko teorija oko imena. Povjesničari vjeruju da riječ Gradnulica dolazi od dvije riječi; prva je gradna od riječi gradina (u smislu "greda") a druga riječ je ulica. To znači da bi riječ Gradnulica mogla značiti ulica na gredi, jer je Gradnulica do 18. stoljeća bila poluotok, okružena rijekom Begej. Također, današnja glavna ulica u Gradnulici, Ulica cara Dušana nalazi se na najvišoj točki Gradnulice, na sredini nekadašnjeg poluotoka. 

## Crkve
Postoje dvije crkve u Gradnulici:
- Vavedenska crkva ili Hram vavedenja presvete Bogorodice, podignuta 1777. godine;
- Slovačka evangelička crkva, podignuta 1837. godine.

Obe crkve nalaze se u Ulici cara Dušana.